# Кирхлер, Роланд
Роланд Кирхлер (нем. Roland Kirchler; 29 сентября 1970, Инсбрук) — австрийский футболист, играл на позиции полузащитника.
Воспитанник клуба «Ваттенс» из одноимённого тирольского городка. Почти всю карьеру провёл в австрийских клубах. Трёхкратный чемпион страны (2000—2002) в составе «Тироля», обладатель кубка (1993, «Ваккер»). Игрок сборной Австрии, дебютировал за национальную команду в марте 1993 года в товарищеском матче против Греции, однако регулярно играть за сборную стал с 1999 года. Последняя игра за сборную — в марте 2005 года против Уэльса (отбор к ЧМ-2006)
По окончании карьеры игрока работал тренером в «Ваттенсе» и «Ваккере». В 2014 году назначен координатором клубов «Ваттенс» и «Ваккер», а также Тирольской футбольной академии.